# Manuel Rodas
Manuel Rodas (ur. 5 lipca 1984 w La Esperanza) – gwatemalski kolarz szosowy, uczestnik igrzysk olimpijskich w Londynie, igrzysk olimpijskich w Rio de Janeiro oraz igrzysk olimpijskich w Tokio.

## Najważniejsze osiągnięcia
2005
- 3. miejsce w Vuelta a El Salvador

2006
- 1. miejsce na 11. etapie Vuelta a Guatemala

2007
- 1. miejsce na 11. etapie Vuelta a Guatemala

2008
- 5. miejsce w Vuelta a Guatemala
- 6. miejsce w Vuelta al Ecuador
- 1. miejsce na 11. etapie Vuelta Ciclista a Costa Rica

2009
- 10. miejsce w Vuelta a Guatemala
  - 1. miejsce na 9. etapie

2010
- 1. miejsce w mistrzostwach Gwatemali (jazda ind. na czas)

2011
- 1. miejsce w mistrzostwach Ameryki Środkowej (jazda ind. na czas)
- 1. miejsce w mistrzostwach Ameryki Środkowej (start wspólny)

2012
- 1. miejsce w mistrzostwach Gwatemali (jazda ind. na czas)
- 1. miejsce na 8. etapie Vuelta a Guatemala

2013
- 1. miejsce w igrzyskach Ameryki Środkowej (jazda ind. na czas)
- 2. miejsce w igrzyskach Ameryki Środkowej (start wspólny)
- 1. miejsce w mistrzostwach Gwatemali (jazda ind. na czas)
- 1. miejsce na 2. etapie Ruta del Centro

2014
- 1. miejsce w mistrzostwach Gwatemali (jazda ind. na czas)
- 4. miejsce w igrzyskach Ameryki Środkowej i Karaibów (jazda ind. na czas)
- 3. miejsce w igrzyskach Ameryki Środkowej i Karaibów (start wspólny)

2015
- 2. miejsce w mistrzostwach panamerykańskich (jazda ind. na czas)
- 6. miejsce w mistrzostwach panamerykańskich (start wspólny)
- 1. miejsce w mistrzostwach Gwatemali (jazda ind. na czas)
- 1. miejsce w mistrzostwach Gwatemali (start wspólny)
- 5. miejsce w igrzyskach panamerykańskich (jazda ind. na czas)
- 3. miejsce w Vuelta a Guatemala
  - 1. miejsce na 1. etapie

2016
- 7. miejsce w mistrzostwach panamerykańskich (jazda ind. na czas)
- 1. miejsce w mistrzostwach Gwatemali (jazda ind. na czas)
- 1. miejsce w mistrzostwach Gwatemali (start wspólny)
- 2. miejsce w Vuelta a Guatemala
  - 1. miejsce na 4. etapie

2017
- 3. miejsce w mistrzostwach panamerykańskich (jazda ind. na czas)
- 1. miejsce w mistrzostwach Gwatemali (jazda ind. na czas)
- 2. miejsce w mistrzostwach Gwatemali (start wspólny)
- 1. miejsce w Vuelta a Guatemala
  - 1. miejsce na 6. etapie
- 1. miejsce w igrzyskach Ameryki Środkowej (jazda ind. na czas)

2018
- 3. miejsce w mistrzostwach panamerykańskich (jazda ind. na czas)
- 1. miejsce w mistrzostwach Gwatemali (jazda ind. na czas)
- 4. miejsce w igrzyskach Ameryki Środkowej i Karaibów (jazda ind. na czas)
- 2. miejsce w Vuelta a Guatemala
  - 1. miejsce na 5. etapie

2019
- 1. miejsce w mistrzostwach Ameryki Środkowej (jazda ind. na czas)
- 1. miejsce w mistrzostwach Ameryki Środkowej (start wspólny)
- 7. miejsce w mistrzostwach panamerykańskich (jazda ind. na czas)
- 1. miejsce w mistrzostwach Gwatemali (jazda ind. na czas)
- 3. miejsce w mistrzostwach Gwatemali (start wspólny)
- 9. miejsce w igrzyskach panamerykańskich (jazda ind. na czas)
- 8. miejsce w igrzyskach panamerykańskich (start wspólny)
- 1. miejsce w Vuelta a Guatemala
  - 1. miejsce na 5. etapie

2021
- 1. miejsce w mistrzostwach Gwatemali (jazda indywidualna na czas)